# Mario Bettinus
Pour les articles homonymes, voir Bettinus.
Mario Bettinus (ou Bettini) (né le 6 février 1582 à Bologne, en Émilie-Romagne et mort dans la même ville le 7 novembre 1657) était un jésuite italien du XVIIe siècle, qui fut également philosophe, mathématicien et astronome.

## Biographie
Mario Bettini naît à Bologne le 6 février 1582. Entré dans la Compagnie en 1595, il étudia au collège des Jésuites de Parme, où il a pu écouter les cours du belge Jean de Verviers, élève à Padoue de Marco Antonio De Dominis, puis ceux de Giuseppe Biancani, qu'il a remplacé en 1624. Il fut professeur de morale, de mathématiques et de philosophie dans le collége de Parme jusqu'en 1644. En tant que professeur, il eut comme élèves, en des temps différents, Giovanni Antonio Rocca, Stefano Ghisoni, Giovanni Battista Riccioli et Daniello Bartoli. Il mourut à Bologne le 7 novembre 1657. Il joignait à l'étude des sciences, du goût pour les belles-lettres, et surtout pour la poésie latine.
Bettini fut lié d'amitié avec Raimondo Montecuccoli. L'amitié envers Bettini poussa Montecuccoli à rédiger et à lui envoyer en 1652 un opuscule de Saggi matematici militari, qui furent insérés dans le troisième volume des Apiaria de Bettini (1654). Ces Saggi faisaient partie d'un Trattato sulle fortificazioni, dont on a perdu les cahiers manuscrits.
Un cratère lunaire, près de l'aire de Bailly, porte aujourd'hui son nom. Il lui a été dédicacé en 1651 par Giovanni Riccioli.

## Œuvres
- Rubenus, hilarotragœdia satyra pastoralis, Parme, 1614, in-4°. Cette pièce singulière plut par sa nouveauté, au point que, selon Alegambe (Bibl. scriptor. Soc. Jesu), elle fut réimprimée dans plusieurs endroits de l'Italie, traduite en plusieurs langues, et expliquée par des commentaires de Denis Ronsfert.
- Clodoveus, sive Lodovicus, tragicum sylviludium, Parme, 1622, in-16 ; Paris, Cramoisy, 1624, in-12. Ce drame est dédié au roi de France, Louis XIII, et au P. Angelo Grillo, l'un des plus intimes amis du Tasse.
- Lycæum morale politicum, et poeticum, Venise, 1626, in-4°, ouvrage divisé en deux parties, dont la première est en prose, et la seconde en vers, intitulée: Urbanitates poeticæ ; c'est un mélange de poésies lyriques de différents genres, qui furent imprimées à part la même année, sous ce titre : Eutrapeliarum, seu Urbanitatum libri IV, Venise, 1626, in-4°. On réimprima encore cette partie, en y joignant les deux drames ou tragédies pastorales citées ci-dessus, avec ce nouveau titre : Florilegium variorum poematum et dramatum pastoralium libri IV, Lyon, apud Franciscum de la Botiere, 1633, 9e éd. (lire en ligne)

### Ouvrages scientifiques
- Apiaria universæ philosophiæ mathematicæ, in quibus paradoxa et nova pleraque machinamenta ad usus eximios traducta et facillimis demonstrationibus confirmata exhibentur, Bologne, 1641 et 1642 tomi II, in-fol. ; tomus III, Bologne, 1645, 1654 et 1656, in-fol. L’Apiaria universæ philosophiæ mathematicæ est une collection encyclopédique de curiosités mathématiques. Au début de ce livre, Bettini fait la confession suivante : « J'ai bénéficié, mon lecteur, de l'esprit et de l'industrie du très instruit et extrêmement modeste homme, Grienberger, qui, alors qu'il aurait découvert de nombreuses merveilles par lui-même, a préféré se mettre au service des inventions et pour la gloire d'autres personnes[3]. » À la fin de cet ouvrage, on trouve une explication d'Euclide, Euclides explicatus, qui fut aussi tirée à part, Bologne, 1642 et 1645, in-fol.
- Ærarium philosophiæ mathematicæ, vol. 1, Bologne, typis Io. Baptistae Ferronij, 1647 (lire en ligne)
- Ærarium philosophiæ mathematicæ, vol. 2, Bologne, typis Io. Baptistae Ferronij, 1648 (lire en ligne)
- Ærarium philosophiæ mathematicæ, vol. 3, Bologne, typis Io. Baptistae Ferronij, 1648 (lire en ligne)
- Recreationum mathematicarum Apiaria novissima duodecim , Bologne, Ferroni, 1659. Ce n'est que le 3e volume de l’Apiaria, auquel l'imprimeur mit ce nouveau titre pour en accélérer le débit. L’édition de 1659 fut suivie de celles de 1660, 1665, 1676.